# Extreme Sports Channel
Extreme Sports Channel – amerykańska, komercyjna stacja telewizyjna dostępna na platformach cyfrowych Platforma Canal+ i Polsat Box, w sieci kablowej UPC oraz w telewizji PLAY NOW w polskiej wersji językowej. Emituje programy o tematyce sportów ekstremalnych, m.in. o skateboardingu, snowboardzie, BMX, rolkach, MTB, wakeboardingu, surfingu, windsurfingu, motocrossie i wrestlingu. 2 marca 2015 roku kanał rozpoczął nadawanie w formacie obrazu 16:9. Od 1 października 2015 roku kanał nadaje w jakości HD.

## Programy
- Shakalaka
- Genex
- Gumball 3000
- Drop in TV
- Drop in – New Zeland
- Poradnik trików
- Extreme on the Road
- Drive Thru
- Ride Guide
- Hardcore Candy
- I-Ex
- Cactus Garden

### Programy rozrywkowe
- New Japan Pro-Wrestling
- Prime Time Wrestling
- Kombat Pro Wrestling
- Legacy Of Wrestling

### Transmisje
- Gale WWE PPV
- The Dudesons
- Professional Bull Riders

## Seriale

### Backpackers
Serial telewizyjny emitowany przez stację telewizyjną Extreme Sports Channel. Głównymi bohaterami są Lee, Mick i Jag – trzej podróżnicy z Colac w Australii, którzy nakręcili film ze swojego wyjazdu, podzielony na krótkie odcinki. W większości przypadków nie znali miejscowych języków, w związku z tym zmuszeni byli dogadywać się korzystając ze słowników. Wśród odwiedzonych krajów Europy były m.in.: Anglia, Francja, Hiszpania, Portugalia, Niemcy, Czechy, Włochy, Austria, Szkocja, Irlandia, Szwecja, Andora, Belgia, Słowacja, Holandia.